# Татарское кладбище (Минск)
Татарское кладбище Минска (бел. Татарскія могілкі Мінска) — уничтоженное мусульманское кладбище в районе улицы Татарской г. Минска. Кладбище действовало в течение XIX века в Татарской слободе и было ликвидировано в 1974 году. Само кладбище было превращено в сквер, но сохранилась могила подпольщика Х. Александровича. По сведениям историка И. Канопацкого, родственники Александровича с большим трудом добились сохранения его могилы. В парке сохранилось несколько надгробных памятников, некоторые из них с надписями на арабском языке. В 1990-х годах Минские татары поставили вопрос не только о восстановлении разрушенной в 1962 году мечети, но и о реконструкции кладбища. Этот вопрос проходил процедуры согласования с различными инстанциями в 1993-1998 годах. А в 2003 году мусульманскую общину Минска обязали ежемесячно платить налог в размере 1,5 млн рублей за территорию кладбища, выделенного городскими властями для реконструкции мечети.